# Stanisław Car
Stanisław Henryk Car (ur. 26 kwietnia 1882 w Warszawie, zm. 18 czerwca 1938 tamże) – polski prawnik, polityk, wiceminister, a następnie minister sprawiedliwości. W latach 1930–1935 wicemarszałek Sejmu III kadencji, następnie marszałek Sejmu IV kadencji (1935–1938), wolnomularz. Szef Kancelarii Cywilnej Naczelnika Państwa i Prezydenta RP w latach 1918–1923 oraz w roku 1926.

## Życiorys
Pochodził z rodziny inteligenckiej. Był synem kupca Henryka Bolesława i Salomei z domu Szczerbińskiej. W 1902 r. ukończył gimnazjum w Warszawie, a następnie podjął studia prawnicze na Cesarskim Uniwersytecie Warszawskim. Studiował tam do 1905 r., gdyż wziął udział w strajku szkolnym. Studia kontynuował na Uniwersytecie w Odessie gdzie ukończył je w 1907 r. Odbył aplikację adwokacką w Warszawie (1907–1909). W 1911 r. otworzył kancelarię adwokacką. Był sędzią pokoju XI okręgu w Warszawie w 1915. Był pracownikiem Komisji Prawa Cywilnego Tymczasowej Rady Stanu. Współzałożył Spółdzielnię „Praca i Wytrwałość”.
Po wybuchu I wojny światowej został członkiem Komitetu Obywatelskiego w Warszawie i uczestniczył w tworzeniu sądownictwa obywatelskiego. W 1915 r. na krótko objął posadę sędziego pokoju w Warszawie, po czym wrócił do adwokatury. Od sierpnia 1916 r. był sekretarzem Delegacji Adwokatury w Warszawie. 10 marca 1917 roku podjął pracę jako referent w Departamencie Sprawiedliwości przy Tymczasowej Radzie Stanu, a następnie Ministerstwie Sprawiedliwości. Z tego względu redagował pierwsze numery Dziennika Praw Państwa Polskiego” oraz „Dziennika Urzędowego Ministerstwa Sprawiedliwości”. Był także członkiem Komisji 1 Prawa Cywilnego, Komisji VII Redakcyjnej Ustaw Przechodnich Cywilnych i Karnych czy Komisji XII dla Opracowania Ustawy o Organizacji Adwokatury.

### II Rzeczpospolita
Po wojnie od 13 grudnia 1918 r. do grudnia 1922 r. był szefem Kancelarii Cywilnej Naczelnika Państwa, z krótkimi przerwami w 1920 r., kiedy ochotniczo wstąpił do Wojska Polskiego. Służył wówczas w Szwadronie Przybocznym Naczelnego Wodza i dywizjonie strzelców konnych, walczył pod Ciechanowem i Zamościem; został awansowany do stopnia podporucznika Korpusu Sądowego, jako szef Kancelarii Cywilnej Naczelnika Państwa brał udział w pracach nad „małą konstytucją” i konstytucją marcową, której był krytykiem. Po ustąpieniu Józefa Piłsudskiego w 1922 r. powrócił do zawodu adwokata. W tym samym roku do marca 1923 r. był szefem Kancelarii Cywilnej Prezydenta Rzeczypospolitej Polskiej Gabriela Narutowicza, następnie Stanisława Wojciechowskiego. W 1924 r. stworzył czasopismo adwokatury stołecznej o nazwie „Palestra”, którego był pierwszym redaktorem naczelnym.
Po przewrocie majowym poparł Piłsudskiego i sanację zostając członkiem BBWR. Nowo wybrany prezydent RP Ignacy Mościcki wyznaczył go w czerwcu 1926 r. na stanowisko Szefa Kancelarii Cywilnej Prezydenta Rzeczypospolitej Polskiej, którą pełnił do listopada 1926 roku. W tym czasie był łącznikiem Marszałka z głową państwa, odpowiadając przede wszystkim za legislacyjny aspekt działalności prezydenta. Następnie został powołany na wiceministra sprawiedliwości w rządzie Józefa Piłsudskiego. Natomiast prezydent Mościcki mianował Cara na generalnego komisarza wyborczego, łamiąc przy tym ordynację wyborczą, gdyż pominął trzech kandydatów wskazanych przez zgromadzenie prezesów Sądu Najwyższego. Jako komisarz był współodpowiedzialny za nadużycia wyborcze, które miały związek z procederem unieważniania opozycyjnych list wyborczych. Prezydenta także w listopadzie 1928 r. mianował Cara członkiem Komisji Kodyfikacyjnej Rzeczypospolitej Polskiej.
Po odwołaniu Aleksandra Meysztowicza z funkcji ministra sprawiedliwości, Car 22 grudnia 1928 roku zajął jego miejsce w rządzie Kazimierza Bartla. Ministrem był także w rządzie Kazimierza Świtalskiego (14 kwietnia – 7 grudnia 1929), Walerego Sławka oraz w drugim rządzie Józefa Piłsudskiego. Doprowadził do unifikacji sądownictwa, stworzenia nowej procedury karnej, mechanizmu czasowego zawieszenia zasady nieusuwalności sędziów, doprowadził do powołania Nadzwyczajnej Komisji Lustracyjnej dla weryfikacji sędziów. Ponadto doprowadził do wdrożenia ustawy, którą stworzyła możliwość czasowego zawieszenia zasady nieusuwalności sędziów. Mechanizm ten zastosowano w przypadku pierwszego prezesa Sądu Najwyższego Władysława Seydy, którego przeniesiono w stan spoczynku. W związku z działaniami ministra, Klub Narodowy złożył wniosek o wotum nieufności, który został oddalony 28 stycznia 1929 r. Car był czynnie zaangażowany w wyciszenie sprawy ministra skarbu Gabriela Czechowicza. W 1930 r. był odpowiedzialny za nadzór nad przygotowaniami tzw. aresztowań brzeskich. Minister wsparł finansowo oraz promował ideę „Patronatu”, instytucji którą zajmowała się opieką nad rodzinami osadzonych i samymi więźniami w momencie opuszczenia zakładów karnych.
W latach 1930–1935 był posłem na Sejm III kadencji z okręgu nr 5 – Białystok i jednocześnie jego wicemarszałkiem. Przewodniczył Komisji Prawniczej i kierował grupą w Komisji Konstytucyjnej oraz Komisji Regulaminowej i Nietykalności Poselskiej. Był współtwórcą tez konstytucyjnych, które były podstawą tekstu konstytucji kwietniowej. Ze złamaniem ustawy zasadniczej, doprowadził do ich przyjęcia. Bezpośrednio angażował się w przeforsowanie zapisów dotyczących wzmocnienia pozycji ustrojowej prezydenta, wprowadzając m.in. podział na prerogatywy i czynności urzędowe. W 1935 r. został wybrany posłem okręgu nr 24 – Kielce, a od 04.10.1935 r. został marszałkiem Sejmu IV kadencji.
Po śmierci Józefa Piłsudskiego bronił konstytucyjnej pozycji sejmu, popadając przy tym w konflikt z Edwardem Śmigłym-Rydzem i prezydentem Mościckim. W 1935 r. został jednym z założycieli Naczelnego Komitetu Uczczenia Pamięci Marszałka Piłsudskiego.

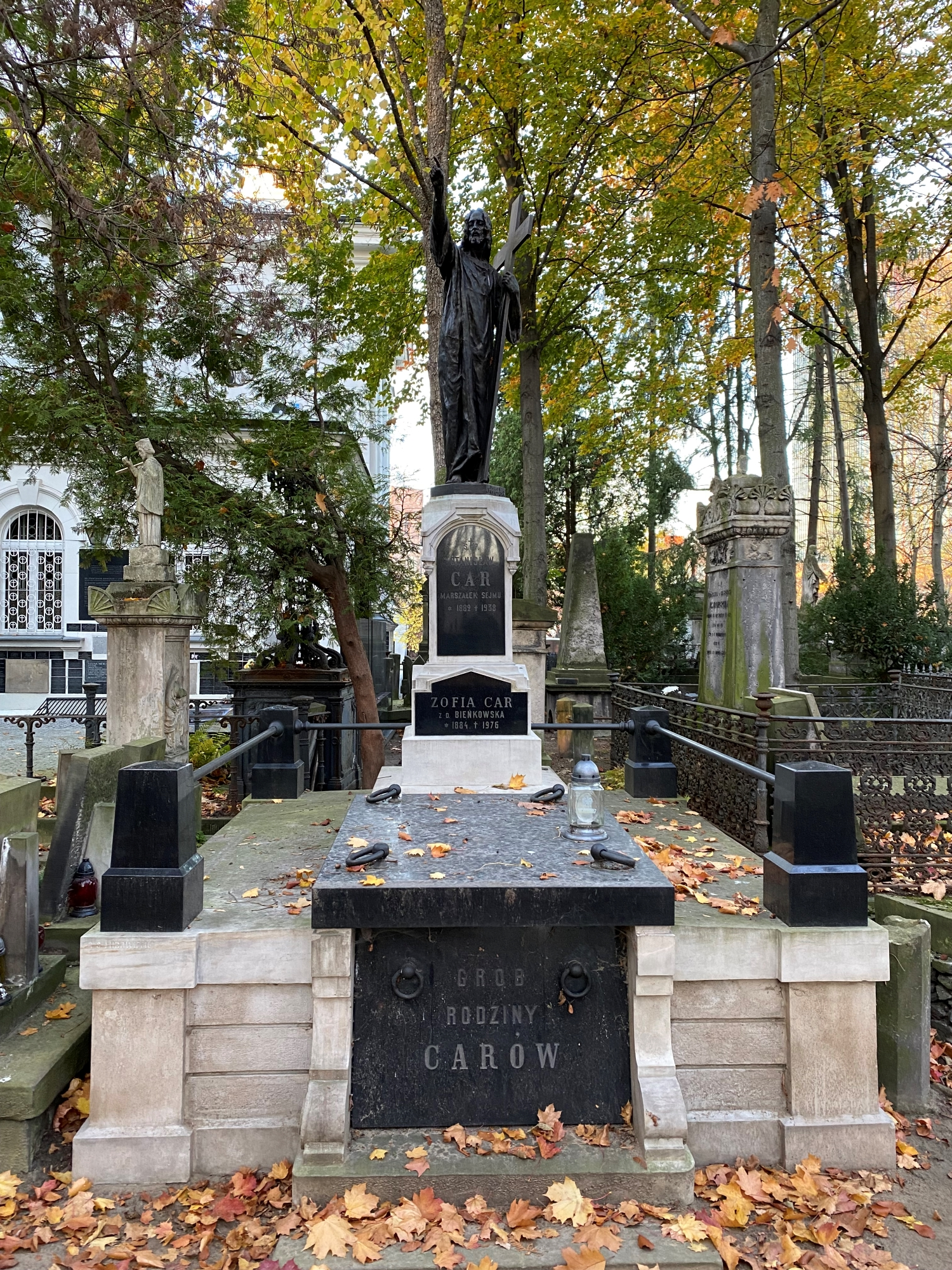
Grób Stanisława Cara i jego żony Zofii na cmentarzu powązkowskim w Warszawie

Nazwisko oraz rola, jaką spełniał wobec Piłsudskiego (wykładnia prawa w sposób możliwie najkorzystniejszy dla jego celów politycznych) przyniosły mu ironiczny przydomek „Jego Interpretatorskoje Wieliczestwo”.
Zmarł po długiej chorobie 18 czerwca 1938. Został pochowany na cmentarzu Powązkowskim w Warszawie (kwatera 7-6-13).
W 2022 roku z inicjatywy premiera Mateusza Morawieckiego, Fundacja ,,Stare Powązki" w ramach projektu odrestaurowywania grobów ministrów II RP, odnowiła grób Stanisława Cara i żony Zofii.

## Życie prywatne
17 października 1903 roku ożenił się z Zofią Zuzanną z domu Bieńkowską. Był wolnomularzem i członkiem Wielkiej Loży Narodowej.

## Ordery i odznaczenia
- Order Orła Białego (pośmiertnie, 20 czerwca 1938)[14]
- Wielka Wstęga Orderu Odrodzenia Polski (1935)[15]
- Krzyż Komandorski z Gwiazdą Orderu Odrodzenia Polski (10 listopada 1927)[16]
- Krzyż Komandorski Orderu Odrodzenia Polski (2 maja 1922)[17][18]
- Krzyż Walecznych[8]
- Krzyż Oficerski Orderu Legii Honorowej (III Republika Francuska)[19]
- odznaczenia zagranicznie[8]

## Stanisław Car w filmie
Stanisław Car występuje w filmie Śmierć prezydenta (1977) w reżyserii Jerzego Kawalerowicza. Jego rolę grał Janusz Sykutera.